# Callicebus cinerascens
Il callicebo cenerino (Callicebus cinerascens Spix, 1823) è un primate platirrino della famiglia dei Pitecidi.
Vive nella fascia di foresta amazzonica che da Manaus scende verso il Brasile centro-meridionale.
Si tratta di animali diurni, dalle abitudini arboricole: la coda, lunga più del corpo, è semiprensile e non viene utilizzata attivamente nella locomozione fra le fronde degli alberi, ma piuttosto come bilanciere durante i salti. La coda viene inoltre utilizzate nelle relazioni sociali: questi animali, infatti, sono soliti nei momenti di relax attorcigliare fra loro le code a due a due, generalmente con animali del sesso opposto.

Vive in gruppi composti da cinque individui al massimo, capitanati da una coppia riproduttrice e comprendenti i cuccioli di vari parti di quest'ultima. Ciascun gruppo delimita un proprio territorio: eventuali intrusi vengono scacciati anche utilizzando la violenza, qualora strettamente necessario.
Queste scimmiette hanno dieta principalmente frugivora, prediligendo frutti ben maturi e dalla buccia non eccessivamente coriacea: non disdegnano, tuttavia, integrare la propria dieta con proteine animali, come insetti e piccoli vertebrati.
La femmina partorisce una volta all'anno, dando alla luce un unico cucciolo. Quest'ultimo, evento inusuale fra i mammiferi, viene accudito principalmente dal padre (a volte coadiuvato dagli altri figli più grandi) fino a quando non è capace di seguire il gruppo per proprio conto. I cuccioli raggiungono la maturità sessuale attorno ai tre anni: a quest'età, essi sono soliti allontanarsi dal gruppo natio, alla ricerca di un compagno col quale occupare un nuovo territorio.

## Status e conservazione
La parte meridionale dell’areale di distribuzione delle specie si trova in un ambiente molto frammentato. Inoltre, nell'Aripuanã centrale, nei prossimi anni dovrebbero essere costruiti sette impianti idroelettrici.